# Championnat du monde de Formule 1 1955
Navigation
1954 1956
Le championnat du monde de Formule 1 1955 a été remporté par l'Argentin Juan Manuel Fangio au volant d'une Mercedes. À la suite du dramatique accident des 24 heures du Mans impliquant la firme allemande cette année-là, Mercedes se retire définitivement du sport automobile après ce titre, et ne reviendra en tant que constructeur de F1 que cinquante-cinq ans plus tard.  

## Règlement sportif
- Seuls les cinq meilleurs résultats sont retenus.
- L'attribution des points se fait selon le barème 8, 6, 4, 3 et 2 points avec 1 point pour l'auteur du meilleur tour en course.
- Plusieurs pilotes peuvent se relayer au volant d'une même voiture. Les points sont alors divisés, sans tenir compte du nombre de tours bouclés par chacun.

## Règlement technique
- Moteurs atmosphériques : 2 500 cm³
- Moteurs suralimentés : 750 cm³

## Principaux engagés
Dominatrice dès leur arrivée en championnat du monde l'année précédente, les Mercedes sont les grandes favorites de la saison. La firme allemande a mis toutes les chances de son côté en enrôlant aux côtés du champion du monde Juan Manuel Fangio, le jeune Anglais Stirling Moss, révélation de la saison 1954 sur sa Maserati. 
Tentant de s'opposer à Mercedes, on retrouve un trio de marques italiennes à la santé chancelante :
- La Scuderia Ferrari qui éprouve quelques difficultés financières et n'a pu retenir Mike Hawthorn parti chez Vanwall, tandis que José Froilán González a été plus ou moins écarté. Seuls restent le vieillissant Giuseppe Farina (49 ans) et Maurice Trintignant.
- Maserati qui, en un an, a successivement perdu Fangio, Marimón et Moss. C'est donc essentiellement autour du Français Jean Behra et de l'Italien Luigi Musso que s'articulera le programme 1955.
- Lancia, qui semble la mieux armée pour résister à Mercedes même si on parle de graves difficultés financières. La Lancia D50 a toutefois fait une telle impression pour son unique apparition en 1954 que tous les espoirs semblent permis pour Alberto Ascari épaulé par Luigi Villoresi et le jeune espoir Eugenio Castellotti.

Liste complète des écuries et pilotes (hors Indianapolis) ayant couru dans le championnat 1955 de Formule 1 organisé par la FIA.
| Écurie                    | Constructeur   | Châssis     | Moteur                                | Pneus | Pilotes                | Courses   |
| ------------------------- | -------------- | ----------- | ------------------------------------- | ----- | ---------------------- | --------- |
| Daimler-Benz              | Mercedes       | W196 W196s  | Mercedes M196 2.5 L8                  | C     | Juan Manuel Fangio     | 1-2, 4-7  |
| Daimler-Benz              | Mercedes       | W196 W196s  | Mercedes M196 2.5 L8                  | C     | Karl Kling             | 1, 4-7    |
| Daimler-Benz              | Mercedes       | W196 W196s  | Mercedes M196 2.5 L8                  | C     | Stirling Moss          | 1-2, 4-7  |
| Daimler-Benz              | Mercedes       | W196 W196s  | Mercedes M196 2.5 L8                  | C     | Hans Herrmann          | 1         |
| Daimler-Benz              | Mercedes       | W196 W196s  | Mercedes M196 2.5 L8                  | C     | André Simon            | 2         |
| Daimler-Benz              | Mercedes       | W196 W196s  | Mercedes M196 2.5 L8                  | C     | Piero Taruffi          | 6-7       |
| Scuderia Ferrari          | Ferrari Lancia | 625 555 D50 | Ferrari 555 2.5 L4 Lancia DS50 2.5 V8 | E     | Giuseppe Farina        | 1-2, 4, 7 |
| Scuderia Ferrari          | Ferrari Lancia | 625 555 D50 | Ferrari 555 2.5 L4 Lancia DS50 2.5 V8 | E     | Umberto Maglioli       | 1, 7      |
| Scuderia Ferrari          | Ferrari Lancia | 625 555 D50 | Ferrari 555 2.5 L4 Lancia DS50 2.5 V8 | E     | José Froilán González  | 1         |
| Scuderia Ferrari          | Ferrari Lancia | 625 555 D50 | Ferrari 555 2.5 L4 Lancia DS50 2.5 V8 | E     | Maurice Trintignant    | 1-2, 4-7  |
| Scuderia Ferrari          | Ferrari Lancia | 625 555 D50 | Ferrari 555 2.5 L4 Lancia DS50 2.5 V8 | E     | Harry Schell           | 2         |
| Scuderia Ferrari          | Ferrari Lancia | 625 555 D50 | Ferrari 555 2.5 L4 Lancia DS50 2.5 V8 | E     | Piero Taruffi          | 2         |
| Scuderia Ferrari          | Ferrari Lancia | 625 555 D50 | Ferrari 555 2.5 L4 Lancia DS50 2.5 V8 | E     | Paul Frère             | 2, 4      |
| Scuderia Ferrari          | Ferrari Lancia | 625 555 D50 | Ferrari 555 2.5 L4 Lancia DS50 2.5 V8 | E     | Mike Hawthorn          | 5-7       |
| Scuderia Ferrari          | Ferrari Lancia | 625 555 D50 | Ferrari 555 2.5 L4 Lancia DS50 2.5 V8 | E     | Eugenio Castellotti    | 5-7       |
| Scuderia Ferrari          | Ferrari Lancia | 625 555 D50 | Ferrari 555 2.5 L4 Lancia DS50 2.5 V8 | E     | Luigi Villoresi        | 7         |
| Officine Alfieri Maserati | Maserati       | 250F        | Maserati 250F1 2.5 L6                 | P     | Jean Behra             | 1-2, 4-7  |
| Officine Alfieri Maserati | Maserati       | 250F        | Maserati 250F1 2.5 L6                 | P     | Roberto Mieres         | 1-2, 4-7  |
| Officine Alfieri Maserati | Maserati       | 250F        | Maserati 250F1 2.5 L6                 | P     | Sergio Mantovani       | 1         |
| Officine Alfieri Maserati | Maserati       | 250F        | Maserati 250F1 2.5 L6                 | P     | Luigi Musso            | 1-2, 4-7  |
| Officine Alfieri Maserati | Maserati       | 250F        | Maserati 250F1 2.5 L6                 | P     | Carlos Menditeguy      | 1, 7      |
| Officine Alfieri Maserati | Maserati       | 250F        | Maserati 250F1 2.5 L6                 | P     | Clemar Bucci           | 1         |
| Officine Alfieri Maserati | Maserati       | 250F        | Maserati 250F1 2.5 L6                 | P     | Harry Schell           | 1         |
| Officine Alfieri Maserati | Maserati       | 250F        | Maserati 250F1 2.5 L6                 | P     | Cesare Perdisa         | 2, 4      |
| Officine Alfieri Maserati | Maserati       | 250F        | Maserati 250F1 2.5 L6                 | P     | André Simon            | 6         |
| Officine Alfieri Maserati | Maserati       | 250F        | Maserati 250F1 2.5 L6                 | P     | Peter Collins          | 7         |
| Officine Alfieri Maserati | Maserati       | 250F        | Maserati 250F1 2.5 L6                 | P     | Horace Gould           | 7         |
| Alberto Uria              | Maserati       | A6GCM       | Maserati 250F1 2.5 L6                 | P     | Alberto Uria           | 1         |
| Scuderia Lancia           | Lancia         | D50         | Lancia DS50 2.5 V8                    | P     | Alberto Ascari         | 1-2       |
| Scuderia Lancia           | Lancia         | D50         | Lancia DS50 2.5 V8                    | P     | Luigi Villoresi        | 1-2       |
| Scuderia Lancia           | Lancia         | D50         | Lancia DS50 2.5 V8                    | P     | Eugenio Castellotti    | 1-2, 4    |
| Scuderia Lancia           | Lancia         | D50         | Lancia DS50 2.5 V8                    | P     | Louis Chiron           | 2         |
| Équipe Gordini            | Gordini        | T16 T32     | Gordini 23 2.5 L6                     | E     | Élie Bayol             | 1-2       |
| Équipe Gordini            | Gordini        | T16 T32     | Gordini 23 2.5 L6                     | E     | Pablo Birger           | 1         |
| Équipe Gordini            | Gordini        | T16 T32     | Gordini 23 2.5 L6                     | E     | Jesús Iglesias         | 1         |
| Équipe Gordini            | Gordini        | T16 T32     | Gordini 23 2.5 L6                     | E     | Robert Manzon          | 2, 5-6    |
| Équipe Gordini            | Gordini        | T16 T32     | Gordini 23 2.5 L6                     | E     | Jacques Pollet         | 2, 5, 7   |
| Équipe Gordini            | Gordini        | T16 T32     | Gordini 23 2.5 L6                     | E     | Hermano da Silva Ramos | 5-7       |
| Équipe Gordini            | Gordini        | T16 T32     | Gordini 23 2.5 L6                     | E     | Mike Sparken           | 6         |
| Équipe Gordini            | Gordini        | T16 T32     | Gordini 23 2.5 L6                     | E     | Jean Lucas             | 7         |
| Écurie Rosier             | Maserati       | 250F        | Maserati 250F1 2.5 L6                 | P     | Louis Rosier           | 2, 4-5    |
| Vandervell Products Ltd   | Vanwall        | VW 55       | Vanwall 254 2.5 L4                    | P     | Mike Hawthorn          | 2, 4      |
| Vandervell Products Ltd   | Vanwall        | VW 55       | Vanwall 254 2.5 L4                    | P     | Ken Wharton            | 6-7       |
| Vandervell Products Ltd   | Vanwall        | VW 55       | Vanwall 254 2.5 L4                    | P     | Harry Schell           | 6-7       |
| Stirling Moss Ltd         | Maserati       | 250F        | Maserati 250F1 2.5 L6                 | D     | Lance Macklin          | 2, 6      |
| Stirling Moss Ltd         | Maserati       | 250F        | Maserati 250F1 2.5 L6                 | D     | Johnny Claes           | 4         |
| Stirling Moss Ltd         | Maserati       | 250F        | Maserati 250F1 2.5 L6                 | D     | Peter Walker           | 5         |
| Stirling Moss Ltd         | Maserati       | 250F        | Maserati 250F1 2.5 L6                 | D     | John Fitch             | 7         |
| Ted Whiteaway             | HWM            | 53          | Alta GP 2.5 L4                        | D     | Ted Whiteaway          | 2         |
| Écurie nationale belge    | Ferrari        | 625 500     | Ferrari 625 2.5 L4                    | E     | Johnny Claes           | 5         |
| Gould's Garage            | Maserati       | 250F        | Maserati 250F1 2.5 L6                 | D     | Horace Gould           | 5-6       |
| Connaught Engineering     | Connaught      | B           | Alta GP 2.5 L4                        | D     | Kenneth McAlpine       | 6         |
| Connaught Engineering     | Connaught      | B           | Alta GP 2.5 L4                        | D     | Jack Fairman           | 6         |
| Rob Walker Racing Team    | Connaught      | B           | Alta GP 2.5 L4                        | D     | Tony Rolt              | 6         |
| Rob Walker Racing Team    | Connaught      | B           | Alta GP 2.5 L4                        | D     | Peter Walker           | 6         |
| Leslie Marr               | Connaught      | B           | Alta GP 2.5 L4                        | D     | Leslie Marr            | 6         |
| Cooper Car Company        | Cooper         | T40         | Bristol BS1 2.0 L6                    | D     | Jack Brabham           | 6         |
| Owen Racing Organisation  | Maserati       | 250F        | Maserati 250F1 2.5 L6                 | D     | Peter Collins          | 6         |
| Gilby Engineering         | Maserati       | 250F        | Maserati 250F1 2.5 L6                 | D     | Roy Salvadori          | 6         |
| Scuderia Volpini          | Arzani-Volpini | F1          | Maserati 4CLT 2.5 L4                  | P     | Luigi Piotti           | 7         |

## Résumé du championnat du monde 1955

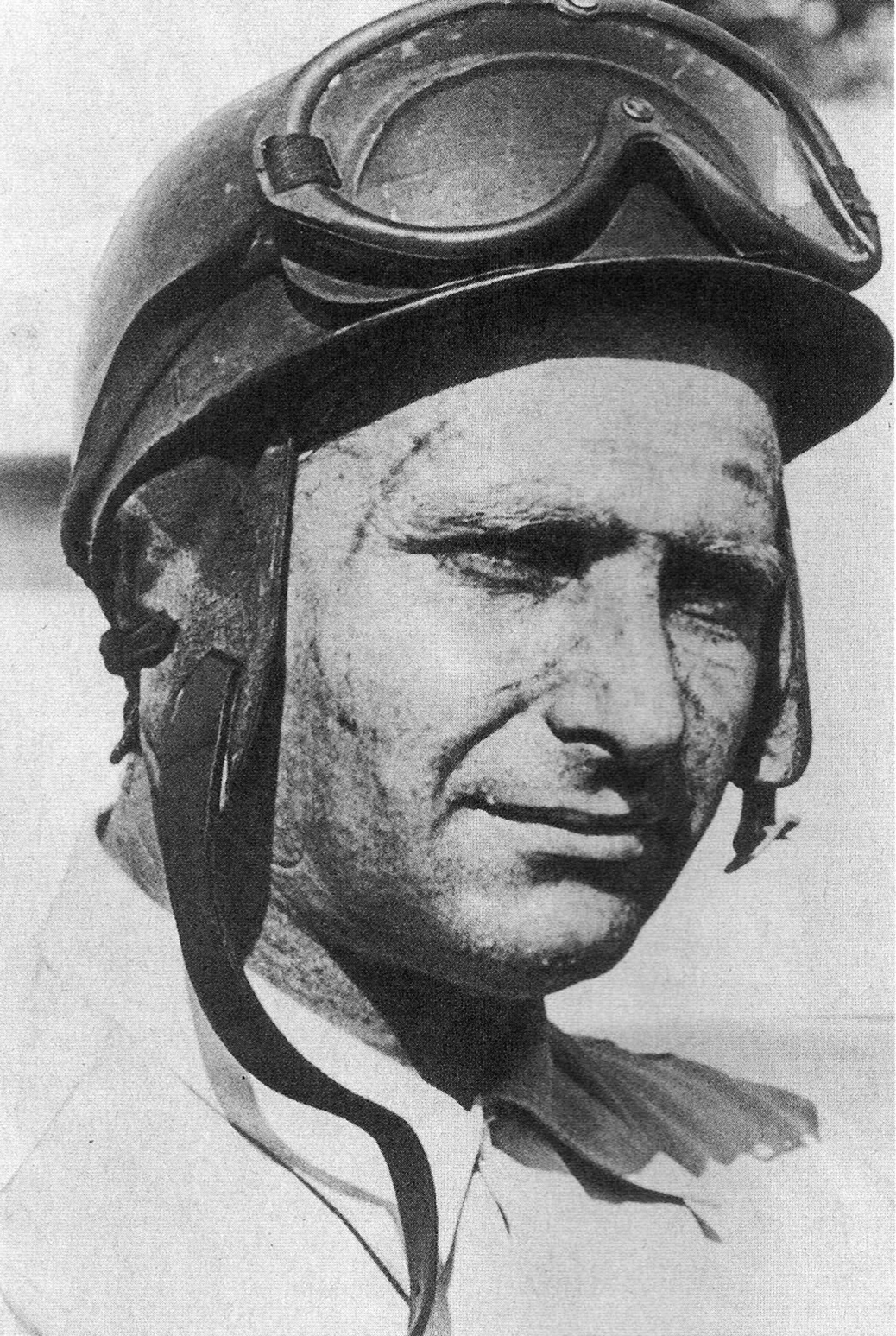
Juan Manuel Fangio, vainqueur du championnat du monde de formule 1 de 1955.

En Argentine, à domicile, Fangio ne laisse pas passer l'occasion de remporter la manche inaugurale du championnat du monde. Autant il avait profité de la pluie pour s'imposer l'année précédente, il s'impose désormais sous une épouvantable canicule. Sur une piste surchauffée, Fangio montre qu'il est un athlète accompli : alors que la plupart de ses concurrents exténués, se relaient au volant d'une même voiture à la manière d'une course d'Endurance (jusqu’à trois pilotes par voiture), Fangio boucle les 375 kilomètres en solitaire.
Quatre mois plus tard, le championnat reprend à Monaco qui effectue son retour au calendrier pour une course historique à plusieurs points de vue. Inexistantes en Argentine, les Lancia semblent en mesure de rivaliser avec les Mercedes. En essayant d'échapper à Ascari, Fangio et Moss cassent successivement leurs Mercedes mais Ascari n'aura pas le temps de savourer sa première place : il perd le contrôle de sa Lancia (vraisemblablement sur l'huile crachée par le moteur cassé de Moss) à la sortie du tunnel et plonge dans les eaux du port. Sonné, Ascari parvient néanmoins à refaire surface rapidement grâce à l'aide des hommes-grenouilles. La course est remportée par Maurice Trintignant sur Ferrari qui réalise un exploit : c'est la première victoire d'un Français en championnat du monde. Cerise sur le gâteau, Trintignant prend les commandes du championnat. Miraculé, Ascari se sort de son bain forcé avec un simple traumatisme crânien et une grosse entaille sur le nez. Mais quatre jours plus tard, on apprend avec stupeur qu'Ascari, tout juste sorti de l'hôpital, décède à Monza en essayant une Ferrari sport.
Comme un écho à la mort d'Ascari, les 500 Miles d'Indianapolis sont endeuillés par la mort de Bill Vukovich, vainqueur des deux précédentes éditions. La course reprend ses droits à Spa-Francorchamps, avec un doublé des Mercedes : Fangio précédant Moss et reprenant ainsi la tête du championnat.
Mercedes réalise un nouveau doublé aux Pays-Bas dans une ambiance lourde : une semaine plus tôt, aux 24 Heures du Mans, la Mercedes de Pierre Levegh, en s'écrasant sur le talus qui sépare la piste des tribunes, a semé la mort. Plus de 80 spectateurs ont été tués par des éléments de la Mercedes projetés dans le public. De quoi remettre en question l'avenir sportif de la marque. Lancia voit aussi son avenir compromis : alors que la firme italienne est au plus mal financièrement, la mort d'Ascari sonne le glas du programme F1 entamé moins d'un an plus tôt et les prometteuses Lancia D50 s'apprêtent à rejoindre le musée. Tandis que Villoresi, éprouvé par la mort de son ami Ascari s'accorde une pause, Eugenio Castellotti trouve refuge chez Ferrari, où il retrouve Hawthorn, de retour après un bref intermède chez Vanwall.
À Aintree, Mercedes triomphe encore en s'offrant un quadruplé, Moss s'imposant devant Fangio pour lequel cette seconde place est synonyme de titre mondial.
Le championnat se termine à Monza où on constate le retour des D50 désormais badgées Ferrari D50 puisque Lancia a offert ses monoplaces à la Scuderia Ferrari. Au sortir d'une saison très difficile pour cause de grandes difficultés sportive et financière, ce cadeau est un véritable bol d'air. L'ultime rendez-vous de la saison est remporté par Fangio qui signe la dernière victoire de Mercedes en Formule 1 jusqu'à celle de Nico Rosberg en 2012 après le retour de l'écurie en 2010. Très marquée par le drame du Mans et n'ayant plus rien à prouver en F1 après quinze mois d'une écrasante domination, la firme à l'étoile annoncera peu de temps après son retrait du sport automobile.

## Grands Prix de la saison 1955
Initialement prévu sur onze manches (dix Grands Prix et les 500 miles d'Indianapolis), le calendrier de la saison 1955 a été amputé de quatre épreuves à la suite du terrible accident des 24 Heures du Mans. Les Grands Prix de France, d'Allemagne, d'Espagne et de Suisse ont ainsi été annulés sur décisions des gouvernements nationaux concernés.
| N° | Date         | Grand Prix                    | Circuit           | Vainqueur           | Voiture            | Résumé |
| 42 | 16 janvier   | Grand Prix d'Argentine        | Buenos Aires      | Juan Manuel Fangio  | Mercedes           | Résumé |
| 43 | 22 mai       | Grand Prix de Monaco          | Monaco            | Maurice Trintignant | Ferrari            | Résumé |
| 44 | 30 mai       | Indianapolis 500              | Indianapolis      | Bob Sweikert        | Kurtis-Offenhauser | Résumé |
| 45 | 5 juin       | Grand Prix de Belgique        | Spa-Francorchamps | Juan Manuel Fangio  | Mercedes           | Résumé |
| 46 | 19 juin      | Grand Prix des Pays-Bas       | Zandvoort         | Juan Manuel Fangio  | Mercedes           | Résumé |
| 47 | 16 juillet   | Grand Prix de Grande-Bretagne | Aintree           | Stirling Moss       | Mercedes           | Résumé |
| 48 | 11 septembre | Grand Prix d'Italie           | Monza             | Juan Manuel Fangio  | Mercedes           | Résumé |

## Classement des pilotes
| Classement | Pilote                | Pays        | Voiture            | Nombre de points |
| ---------- | --------------------- | ----------- | ------------------ | ---------------- |
| 1er        | Juan Manuel Fangio    | Argentine   | Mercedes           | 40 (41)          |
| 2e         | Stirling Moss         | Royaume-Uni | Mercedes           | 23               |
| 3e         | Eugenio Castellotti   | Italie      | Lancia-Ferrari     | 12               |
| 4e         | Maurice Trintignant   | France      | Ferrari            | 11,33            |
| 5e         | Giuseppe Farina       | Italie      | Ferrari            | 10,33            |
| 6e         | Piero Taruffi         | Italie      | Mercedes           | 9                |
| 7e         | Bob Sweikert          | États-Unis  | Kurtis-Offenhauser | 8                |
| 8e         | Roberto Mieres        | Argentine   | Maserati           | 7                |
| 9e         | Luigi Musso           | Italie      | Maserati           | 6                |
| 10e        | Jean Behra            | France      | Maserati           | 6                |
| 11e        | Karl Kling            | Allemagne   | Mercedes           | 5                |
| 12e        | Jimmy Davies          | États-Unis  | Kurtis-Offenhauser | 4                |
| 13e        | Johnny Thomson        | États-Unis  | Kuzma-Offenhauser  | 3                |
| 14e        | Paul Frère            | Belgique    | Ferrari            | 3                |
| 15e        | Tony Bettenhausen     | États-Unis  | Kurtis-Offenhauser | 3                |
| 16e        | Paul Russo            | États-Unis  | Kurtis-Offenhauser | 3                |
| 17e        | Luigi Villoresi       | Italie      | Lancia             | 2                |
| 18e        | Carlos Menditéguy     | Argentine   | Maserati           | 2                |
| 19e        | Cesare Perdisa        | Italie      | Maserati           | 2                |
| 20e        | José Froilán González | Argentine   | Ferrari            | 2                |
| 21e        | Umberto Maglioli      | Italie      | Ferrari            | 1,33             |
| 22e        | Hans Herrmann         | Allemagne   | Mercedes           | 1                |
| 23e        | Walt Faulkner         | États-Unis  | Kurtis-Offenhauser | 1                |
| 24e        | Bill Vukovich         | États-Unis  | Kurtis-Offenhauser | 1                |
| 25e        | Bill Homeier          | États-Unis  | Kurtis-Offenhauser | 1                |

## Liste des Grands Prix disputés cette saison ne comptant pas pour le championnat du monde de Formule 1
| Nom                              | Circuit           | Date         | Vainqueur      | Constructeur   |
| -------------------------------- | ----------------- | ------------ | -------------- | -------------- |
| VIIe Grand Prix de Valentino     | Parc du Valentino | 27 mars      | Alberto Ascari | Lancia         |
| XVIe Grand Prix de Pau           | Pau               | 11 avril     | Jean Behra     | Maserati       |
| IIIe Glover Trophy               | Goodwood          | 11 avril     | Roy Salvadori  | Maserati       |
| IVe Grand Prix de Bordeaux       | Bordeaux          | 25 avril     | Jean Behra     | Maserati       |
| VIIe BRDC International Trophy   | Silverstone       | 7 mai        | Peter Collins  | Maserati       |
| VIIIe Grand Prix de Naples       | Posillipo         | 8 mai        | Alberto Ascari | Lancia         |
| XVIIe Grand Prix d'Albi          | Albi              | 29 mai       | André Simon    | Maserati       |
| IIIe Curtis Trophy               | Snetteron         | 29 mai       | Roy Salvadori  | Maserati       |
| IIIe Cornwall MRC Formula 1 Race | Davidstow         | 30 mai       | Leslie Marr    | Connaught-Alta |
| IIIe London Trophy               | Crystal Palace    | 30 juillet   | Mike Hawthorn  | Maserati       |
| IIIe Daily Record Trophy         | Charterhall       | 6 août       | Bob Gerard     | Maserati       |
| IIIe RedeX Trophy                | Snetterton        | 13 août      | Harry Schell   | Vanwall        |
| IIe Daily Telegraph Trophy       | Aintree           | 3 septembre  | Roy Salvadori  | Maserati       |
| IIe International Gold Cup       | Oulton Park       | 24 septembre | Stirling Moss  | Maserati       |
| Ie Avon Trophy                   | Castle Combe      | 1er octobre  | Harry Schell   | Vanwall        |
| Ve Grand Prix de Syracuse        | Syracuse          | 23 octobre   | Tony Brooks    | Connaught-Alta |